# Liste der Orte im Landkreis Barnim

Wappen des Kreises

Diese Liste enthält Siedlungen und Orte des Landkreises Barnim in Brandenburg. Zusätzlich angegeben sind die Art der Gemeinde und die übergeordnete Einheit. Durch Klicken auf das quadratische Symbol in der Titelzeile kann die Liste nach den einzelnen Parametern sortiert werden.
Grundlage für die Angaben sind die beim Online-Dienstleistungsportal des Landes Brandenburg abrufbaren Daten (Stand. 1. Januar 2009). 257 Siedlungen sind in dieser Liste aufgenommen.

## Liste
| Name                      | Art          | übergeordnete Einheit                          |
| ------------------------- | ------------ | ---------------------------------------------- |
| Ahrensfelde               | Ortsteil     | Ahrensfelde                                    |
| Albertshof                | Wohnplatz    | Amt Biesenthal-Barnim Rüdnitz                  |
| Albrechtshöhe             | Wohnplatz    | Amt Joachimsthal (Schorfheide) Ziethen         |
| Alte Försterei            | Wohnplatz    | Amt Britz-Chorin-Oderberg Oderberg             |
| Alte Mühle                | Wohnplatz    | Schorfheide                                    |
| Altenhof                  | Ortsteil     | Schorfheide                                    |
| Althüttendorf             | Ortsteil     | Amt Joachimsthal (Schorfheide) Althüttendorf   |
| Altlotzin                 | Wohnplatz    | Schorfheide                                    |
| Amselhain                 | Wohnplatz    | Werneuchen                                     |
| Amt Chorin                | Wohnplatz    | Amt Britz-Chorin-Oderberg Chorin               |
| Arendsee                  | Wohnplatz    | Wandlitz                                       |
| Ausbau                    | Wohnplatz    | Amt Joachimsthal (Schorfheide) Joachimsthal    |
| Bahnhof Werbellinsee      | Wohnplatz    | Amt Joachimsthal (Schorfheide) Joachimsthal    |
| Bahnhofssiedlung          | Wohnplatz    | Amt Biesenthal-Barnim Rüdnitz                  |
| Bärendickte               | Wohnplatz    | Amt Joachimsthal (Schorfheide) Joachimsthal    |
| Basdorf                   | Ortsteil     | Wandlitz                                       |
| Bernau bei Berlin         | Stadt        | Bernau bei Berlin                              |
| Biesenthal                | Stadt        | Amt Biesenthal-Barnim Biesenthal               |
| Birkenhöhe                | Ortsteil     | Bernau bei Berlin                              |
| Birkholz                  | Ortsteil     | Bernau bei Berlin                              |
| Birkholzaue               | Ortsteil     | Bernau bei Berlin                              |
| Blumberg                  | Ortsteil     | Ahrensfelde                                    |
| Blütenberg                | Gemeindeteil | Schorfheide                                    |
| Bogensee                  | Wohnplatz    | Wandlitz                                       |
| Böhmerheide               | Ortsteil     | Schorfheide                                    |
| Börnicke                  | Ortsteil     | Bernau bei Berlin                              |
| Brandenburgisches Viertel | Ortsteil     | Eberswalde                                     |
| Breitefenn                | Wohnplatz    | Amt Britz-Chorin-Oderberg Oderberg             |
| Britz                     | Gemeinde     | Amt Britz-Chorin-Oderberg Britz                |
| Brodowin                  | Ortsteil     | Amt Britz-Chorin-Oderberg Chorin               |
| Buchholz                  | Wohnplatz    | Amt Britz-Chorin-Oderberg Chorin               |
| Buckow                    | Gemeindeteil | Schorfheide                                    |
| Büttners Ausbau           | Wohnplatz    | Wandlitz                                       |
| Chorin                    | Ortsteil     | Amt Britz-Chorin-Oderberg Chorin               |
| Clara-Zetkin-Siedlung     | Wohnplatz    | Eberswalde                                     |
| Dammsmühle                | Wohnplatz    | Wandlitz                                       |
| Danewitz                  | Ortsteil     | Amt Biesenthal-Barnim Biesenthal               |
| Dewinsee-Siedlung         | Wohnplatz    | Amt Biesenthal-Barnim Biesenthal               |
| Döllner Heide             | Gemeindeteil | Schorfheide                                    |
| Döllner Siedlung          | Wohnplatz    | Schorfheide                                    |
| Dölln-See                 | Wohnplatz    | Schorfheide                                    |
| Dorf                      | Wohnplatz    | Wandlitz                                       |
| Eberswalde 1              | Ortsteil     | Eberswalde                                     |
| Eberswalde 2              | Ortsteil     | Eberswalde                                     |
| Eberswalde                | Stadt        | Eberswalde                                     |
| Eiche                     | Ortsteil     | Ahrensfelde                                    |
| Eiche Süd                 | Wohnplatz    | Ahrensfelde                                    |
| Eichheide                 | Wohnplatz    | Schorfheide                                    |
| Eichhorst                 | Ortsteil     | Schorfheide                                    |
| Eichwerder                | Wohnplatz    | Bernau bei Berlin                              |
| Eisenspalterei            | Wohnplatz    | Eberswalde                                     |
| Eiserbude                 | Wohnplatz    | Amt Biesenthal-Barnim Biesenthal               |
| Elisenau                  | Gemeindeteil | Ahrensfelde                                    |
| Elisenhof                 | Wohnplatz    | Werneuchen                                     |
| Elsenau                   | Wohnplatz    | Amt Joachimsthal (Schorfheide) Joachimsthal    |
| Emilienhof                | Wohnplatz    | Wandlitz                                       |
| Ferdinandsfelde           | Wohnplatz    | Amt Britz-Chorin-Oderberg Britz                |
| Feriendorf Grimnitzsee    | Wohnplatz    | Amt Joachimsthal (Schorfheide) Joachimsthal    |
| Finow                     | Ortsteil     | Eberswalde                                     |
| Finowfurt                 | Ortsteil     | Schorfheide                                    |
| Finowthal                 | Wohnplatz    | Eberswalde                                     |
| Forst Joachimsthal        | Wohnplatz    | Amt Joachimsthal (Schorfheide) Joachimsthal    |
| Försterei Groß-Ziethen    | Wohnplatz    | Amt Joachimsthal (Schorfheide) Ziethen         |
| Försterei Kahlenberg      | Wohnplatz    | Eberswalde                                     |
| Forsthaus                 | Wohnplatz    | Amt Britz-Chorin-Oderberg Britz                |
| Forsthaus Grafenbrück     | Wohnplatz    | Amt Biesenthal-Barnim Marienwerder             |
| Friedenstal               | Wohnplatz    | Bernau bei Berlin                              |
| Friedrichshof             | Wohnplatz    | Panketal                                       |
| Friedrichswalde           | Ortsteil     | Amt Joachimsthal (Schorfheide) Friedrichswalde |
| Gänseluch                 | Wohnplatz    | Wandlitz                                       |
| Gardix                    | Wohnplatz    | Schorfheide                                    |
| Geschirr                  | Wohnplatz    | Eberswalde                                     |
| Gieses Plan               | Wohnplatz    | Bernau bei Berlin                              |
| Glambeck                  | Wohnplatz    | Amt Joachimsthal (Schorfheide) Friedrichswalde |
| Golzow                    | Ortsteil     | Amt Britz-Chorin-Oderberg Chorin               |
| Gorinsee                  | Wohnplatz    | Wandlitz                                       |
| Grafenbrücker Mühle       | Wohnplatz    | Amt Biesenthal-Barnim Marienwerder             |
| Grafenbrückschleuse       | Wohnplatz    | Amt Biesenthal-Barnim Marienwerder             |
| Grahsee                   | Wohnplatz    | Schorfheide                                    |
| Grenzhäuser               | Wohnplatz    | Amt Britz-Chorin-Oderberg Britz                |
| Grimnitz                  | Wohnplatz    | Amt Joachimsthal (Schorfheide) Joachimsthal    |
| Groß Schönebeck           | Ortsteil     | Schorfheide                                    |
| Groß-Ziethen              | Ortsteil     | Amt Joachimsthal (Schorfheide) Ziethen         |
| Grüntal                   | Ortsteil     | Amt Biesenthal-Barnim Sydower Fließ            |
| Gut Blumberg              | Wohnplatz    | Ahrensfelde                                    |
| Heinrich-Heine-Ring       | Wohnplatz    | Wandlitz                                       |
| Helenenau                 | Wohnplatz    | Bernau bei Berlin                              |
| Hellmühle                 | Wohnplatz    | Amt Biesenthal-Barnim Biesenthal               |
| Hirschfelde               | Ortsteil     | Werneuchen                                     |
| Hobrechtsfelde            | Wohnplatz    | Panketal                                       |
| Hoheneiche                | Wohnplatz    | Ahrensfelde                                    |
| Hohenfinow                | Gemeinde     | Amt Britz-Chorin-Oderberg Hohenfinow           |
| Hubertusmühle             | Wohnplatz    | Schorfheide                                    |
| Hubertusstock             | Wohnplatz    | Amt Joachimsthal (Schorfheide) Joachimsthal    |
| Jägerberg                 | Wohnplatz    | Amt Joachimsthal (Schorfheide) Joachimsthal    |
| Joachimsthal              | Stadt        | Amt Joachimsthal (Schorfheide) Joachimsthal    |
| Karl-Marx-Siedlung        | Wohnplatz    | Wandlitz                                       |
| Karlshof                  | Wohnplatz    | Amt Biesenthal-Barnim Breydin                  |
| Karlshöhe                 | Gemeindeteil | Schorfheide                                    |
| Karlswerk                 | Wohnplatz    | Amt Britz-Chorin-Oderberg Hohenfinow           |
| Kienhorst                 | Wohnplatz    | Amt Joachimsthal (Schorfheide) Joachimsthal    |
| Kirschgarten              | Wohnplatz    | Bernau bei Berlin                              |
| Klandorf                  | Ortsteil     | Schorfheide                                    |
| Klarahöh                  | Gemeindeteil | Ahrensfelde                                    |
| Klein Dölln               | Wohnplatz    | Schorfheide                                    |
| Klein Ziethen             | Ortsteil     | Amt Joachimsthal (Schorfheide) Ziethen         |
| Klobbicke                 | Wohnplatz    | Amt Biesenthal-Barnim Breydin                  |
| Kloster Chorin            | Wohnplatz    | Amt Britz-Chorin-Oderberg Chorin               |
| Klosterfelde              | Ortsteil     | Wandlitz                                       |
| Kolonie Alpenberge        | Wohnplatz    | Panketal                                       |
| Kolonie Britz             | Wohnplatz    | Amt Britz-Chorin-Oderberg Britz                |
| Kolonie Gehrenberge       | Wohnplatz    | Panketal                                       |
| Kolonie Rahmer See        | Wohnplatz    | Wandlitz                                       |
| Kolonie Teufelsberg       | Wohnplatz    | Amt Britz-Chorin-Oderberg Oderberg             |
| Kolonie West              | Wohnplatz    | Wandlitz                                       |
| Krummensee                | Ortsteil     | Werneuchen                                     |
| Kühle Kaveln              | Wohnplatz    | Amt Biesenthal-Barnim Rüdnitz                  |
| Kupferhammer              | Wohnplatz    | Eberswalde                                     |
| Ladeburg                  | Ortsteil     | Bernau bei Berlin                              |
| Langer Grund              | Wohnplatz    | Schorfheide                                    |
| Langerönner Mühle         | Wohnplatz    | Amt Biesenthal-Barnim Rüdnitz                  |
| Lanke                     | Ortsteil     | Wandlitz                                       |
| Leistenhaus               | Wohnplatz    | Amt Joachimsthal (Schorfheide) Joachimsthal    |
| Lichterfelde              | Ortsteil     | Schorfheide                                    |
| Liepe                     | Gemeinde     | Amt Britz-Chorin-Oderberg Liepe                |
| Lieper Vorwerk            | Wohnplatz    | Amt Britz-Chorin-Oderberg Liepe                |
| Liepnitz                  | Wohnplatz    | Bernau bei Berlin                              |
| Lindenberg                | Ortsteil     | Ahrensfelde                                    |
| Lindhorst                 | Wohnplatz    | Amt Joachimsthal (Schorfheide) Joachimsthal    |
| Lindow                    | Wohnplatz    | Bernau bei Berlin                              |
| Lobetal                   | Ortsteil     | Bernau bei Berlin                              |
| Löhme                     | Ortsteil     | Werneuchen                                     |
| Lüdersdorf                | Ortsteil     | Amt Britz-Chorin-Oderberg Parsteinsee          |
| Luisenfelde               | Wohnplatz    | Amt Joachimsthal (Schorfheide) Ziethen         |
| Lunow                     | Ortsteil     | Amt Britz-Chorin-Oderberg Lunow-Stolzenhagen   |
| Lunower Dammhaus          | Wohnplatz    | Amt Britz-Chorin-Oderberg Lunow-Stolzenhagen   |
| Macherslust               | Wohnplatz    | Eberswalde                                     |
| Mäckersee                 | Wohnplatz    | Eberswalde                                     |
| Maienpfuhl                | Wohnplatz    | Amt Britz-Chorin-Oderberg Oderberg             |
| Margaretenhof             | Wohnplatz    | Schorfheide                                    |
| Marienwalde               | Wohnplatz    | Wandlitz                                       |
| Marienwerder              | Ortsteil     | Amt Biesenthal-Barnim Marienwerder             |
| Mehrow                    | Ortsteil     | Ahrensfelde                                    |
| Melchow                   | Ortsteil     | Amt Biesenthal-Barnim Melchow                  |
| Michen                    | Wohnplatz    | Amt Joachimsthal (Schorfheide) Joachimsthal    |
| Mittelmühle               | Wohnplatz    | Amt Biesenthal-Barnim Breydin                  |
| Mönchsbrück               | Wohnplatz    | Amt Britz-Chorin-Oderberg Chorin               |
| Neu Schwanebeck           | Wohnplatz    | Panketal                                       |
| Neubauernsiedlung         | Wohnplatz    | Bernau bei Berlin                              |
| Neu Buch                  | Wohnplatz    | Panketal                                       |
| Neudorf                   | Wohnplatz    | Wandlitz                                       |
| Neue Mühle                | Wohnplatz    | Amt Biesenthal-Barnim Breydin                  |
| Neuehütte                 | Ortsteil     | Amt Britz-Chorin-Oderberg Chorin               |
| Neugrimnitz               | Ortsteil     | Amt Joachimsthal (Schorfheide) Althüttendorf   |
| Neu-Lindenberg            | Gemeindeteil | Ahrensfelde                                    |
| Nibelungen                | Wohnplatz    | Bernau bei Berlin                              |
| Niederfinow               | Gemeinde     | Amt Britz-Chorin-Oderberg Niederfinow          |
| Nordende                  | Wohnplatz    | Eberswalde                                     |
| Oderberg                  | Stadt        | Amt Britz-Chorin-Oderberg Oderberg             |
| Oderberg-Neuendorf        | Wohnplatz    | Amt Britz-Chorin-Oderberg Oderberg             |
| Ostend                    | Wohnplatz    | Eberswalde                                     |
| Parlow                    | Wohnplatz    | Amt Joachimsthal (Schorfheide) Friedrichswalde |
| Parlow-Glambeck           | Ortsteil     | Amt Joachimsthal (Schorfheide) Friedrichswalde |
| Parstein                  | Ortsteil     | Amt Britz-Chorin-Oderberg Parsteinsee          |
| Parsteinwerder            | Wohnplatz    | Amt Britz-Chorin-Oderberg Chorin               |
| Pechteich                 | Wohnplatz    | Amt Biesenthal-Barnim Marienwerder             |
| Pehlenbruch               | Wohnplatz    | Amt Joachimsthal (Schorfheide) Friedrichswalde |
| Pehlitz                   | Wohnplatz    | Amt Britz-Chorin-Oderberg Chorin               |
| Polenzwerder              | Wohnplatz    | Eberswalde                                     |
| Prenden                   | Ortsteil     | Wandlitz                                       |
| Priesterpfuhlsiedlung     | Wohnplatz    | Amt Biesenthal-Barnim Biesenthal               |
| Ragöser Mühle             | Wohnplatz    | Amt Britz-Chorin-Oderberg Chorin               |
| Rahmer See                | Wohnplatz    | Wandlitz                                       |
| Redernswalde              | Wohnplatz    | Amt Joachimsthal (Schorfheide) Friedrichswalde |
| Rehhahnsiedlung           | Wohnplatz    | Ahrensfelde                                    |
| Rehluch                   | Wohnplatz    | Schorfheide                                    |
| Rollberg                  | Wohnplatz    | Bernau bei Berlin                              |
| Röntgental                | Wohnplatz    | Panketal                                       |
| Rosenbeck                 | Gemeindeteil | Schorfheide                                    |
| Rüdnitz                   | Gemeinde     | Amt Biesenthal-Barnim Rüdnitz                  |
| Rudolfshöhe               | Wohnplatz    | Werneuchen                                     |
| Ruhlsdorf                 | Ortsteil     | Amt Biesenthal-Barnim Marienwerder             |
| Ruhlsdorfer Schleuse      | Wohnplatz    | Amt Biesenthal-Barnim Marienwerder             |
| Sandkrug                  | Ortsteil     | Amt Britz-Chorin-Oderberg Chorin               |
| Sarnow                    | Gemeindeteil | Schorfheide                                    |
| Schloßparksiedlung        | Wohnplatz    | Ahrensfelde                                    |
| Schluft                   | Ortsteil     | Schorfheide                                    |
| Schmelze                  | Wohnplatz    | Amt Joachimsthal (Schorfheide) Friedrichswalde |
| Schmetzdorf               | Wohnplatz    | Bernau bei Berlin                              |
| Schönerlinde              | Ortsteil     | Wandlitz                                       |
| Schönfeld                 | Ortsteil     | Werneuchen                                     |
| Schönhof                  | Wohnplatz    | Amt Britz-Chorin-Oderberg Chorin               |
| Schönholz                 | Ortsteil     | Amt Biesenthal-Barnim Melchow                  |
| Schönow                   | Ortsteil     | Bernau bei Berlin                              |
| Schönwalde                | Ortsteil     | Wandlitz                                       |
| Schulzenaue               | Wohnplatz    | Amt Biesenthal-Barnim Rüdnitz                  |
| Schwanebeck               | Ortsteil     | Panketal                                       |
| Schwanebeck West          | Wohnplatz    | Panketal                                       |
| Seefeld                   | Ortsteil     | Werneuchen                                     |
| Senftenhütte              | Ortsteil     | Amt Britz-Chorin-Oderberg Chorin               |
| Senftenthal               | Wohnplatz    | Amt Britz-Chorin-Oderberg Chorin               |
| Serwest                   | Ortsteil     | Amt Britz-Chorin-Oderberg Chorin               |
| Siedlung                  | Wohnplatz    | Amt Biesenthal-Barnim Biesenthal               |
| Siedlung                  | Wohnplatz    | Amt Biesenthal-Barnim Sydower Fließ            |
| Sommerfelde               | Ortsteil     | Eberswalde                                     |
| Sophienstädt              | Ortsteil     | Amt Biesenthal-Barnim Marienwerder             |
| Spechthausen              | Ortsteil     | Eberswalde                                     |
| Sperlingsaue              | Gemeindeteil | Schorfheide                                    |
| Sperlingsherberge         | Wohnplatz    | Amt Joachimsthal (Schorfheide) Ziethen         |
| Stadtmitte                | Wohnplatz    | Eberswalde                                     |
| Stadtsee                  | Wohnplatz    | Eberswalde                                     |
| Stecherschleuse           | Wohnplatz    | Amt Britz-Chorin-Oderberg Niederfinow          |
| Steinau                   | Wohnplatz    | Werneuchen                                     |
| Steinlager                | Wohnplatz    | Amt Britz-Chorin-Oderberg Oderberg             |
| Stienitzaue               | Wohnplatz    | Werneuchen                                     |
| Stolzenhagen              | Ortsteil     | Amt Britz-Chorin-Oderberg Lunow-Stolzenhagen   |
| Stolzenhagen              | Ortsteil     | Wandlitz                                       |
| Struwenberg               | Wohnplatz    | Amt Britz-Chorin-Oderberg Hohenfinow           |
| Sydow                     | Wohnplatz    | Amt Biesenthal-Barnim Sydower Fließ            |
| Tempelfelde               | Ortsteil     | Amt Biesenthal-Barnim Sydower Fließ            |
| Thaerfelde                | Wohnplatz    | Bernau bei Berlin                              |
| Theerofen                 | Wohnplatz    | Amt Britz-Chorin-Oderberg Chorin               |
| Tiefensee                 | Ortsteil     | Werneuchen                                     |
| Töpferberge               | Wohnplatz    | Amt Joachimsthal (Schorfheide) Ziethen         |
| Tornow                    | Ortsteil     | Eberswalde                                     |
| Trämmersee                | Wohnplatz    | Schorfheide                                    |
| Trampe                    | Ortsteil     | Amt Biesenthal-Barnim Breydin                  |
| Trappenfelde              | Gemeindeteil | Ahrensfelde                                    |
| Tuchen                    | Wohnplatz    | Amt Biesenthal-Barnim Breydin                  |
| Tuchen-Klobbicke          | Ortsteil     | Amt Biesenthal-Barnim Breydin                  |
| Üderheide                 | Wohnplatz    | Schorfheide                                    |
| Uhlenhof                  | Gemeindeteil | Schorfheide                                    |
| Ützdorf                   | Wohnplatz    | Wandlitz                                       |
| Vorwerk                   | Wohnplatz    | Amt Biesenthal-Barnim Biesenthal               |
| Vorwerk Steinberg         | Wohnplatz    | Amt Britz-Chorin-Oderberg Lunow-Stolzenhagen   |
| Waldfrieden               | Ortsteil     | Bernau bei Berlin                              |
| Waldheim                  | Wohnplatz    | Wandlitz                                       |
| Waldsiedlung              | Wohnplatz    | Bernau bei Berlin                              |
| Wandlitz                  | Ortsteil     | Wandlitz                                       |
| Weesow                    | Ortsteil     | Werneuchen                                     |
| Weißensee                 | Wohnplatz    | Amt Britz-Chorin-Oderberg Chorin               |
| Werbellin                 | Ortsteil     | Schorfheide                                    |
| Werftpfuhl                | Wohnplatz    | Werneuchen                                     |
| Werneuchen                | Stadt        | Werneuchen                                     |
| Werneuchen-Ost            | Wohnplatz    | Werneuchen                                     |
| Westend                   | Wohnplatz    | Eberswalde                                     |
| Wildau                    | Gemeindeteil | Schorfheide                                    |
| Wildfang                  | Wohnplatz    | Schorfheide                                    |
| Wildtränke                | Wohnplatz    | Amt Biesenthal-Barnim Melchow                  |
| Willmersdorf              | Ortsteil     | Werneuchen                                     |
| Wolfswinkel               | Wohnplatz    | Eberswalde                                     |
| Woltersdorf               | Wohnplatz    | Bernau bei Berlin                              |
| Wullwinkel                | Wohnplatz    | Amt Biesenthal-Barnim Biesenthal               |
| Zaun                      | Wohnplatz    | Amt Britz-Chorin-Oderberg Chorin               |
| Zepernick                 | Ortsteil     | Panketal                                       |
| Zerpenschleuse            | Ortsteil     | Wandlitz                                       |